# وان مک‌کوی
وان مک‌کوی (انگلیسی: Van McCoy؛ ۶ ژانویهٔ ۱۹۴۰ – ۶ ژوئیهٔ ۱۹۷۹) یک موسیقی‌دان اهل ایالات متحده آمریکا بود. وی بین سال‌های ۱۹۵۲ تا ۱۹۷۹ میلادی فعالیت می‌کرد.